# Phelsuma rosagularis
Phelsuma rosagularis is een hagedis die behoort tot de gekko's. Het is een van de soorten madagaskardaggekko's uit het geslacht Phelsuma.

## Naam en indeling
De wetenschappelijke naam van de soort werd voor het eerst voorgesteld door Jean Vinson en Jean-Michel Vinson in 1969. Oorspronkelijk werd de wetenschappelijke naam Phelsuma guimbeaui rosagularis gebruikt.
De soortaanduiding rosagularis betekent vrij vertaald 'roze keel'.

## Uiterlijke kenmerken
Phelsuma rosagularis bereikt een kopromplengte tot 6,9 centimeter en een totale lichaamslengte inclusief staart tot 17 cm. De hagedis heeft een bruingrijze kleur en heeft een duidelijke tekening met opvallende strepen. Het aantal schubbenrijen op het midden van het lichaam bedraagt altijd 96.

## Verspreiding en habitat
Phelsuma rosagularis komt endemisch voor op de eilandengroep Mascarenen en leeft alleen op het eiland Mauritius. De habitat bestaat uit vochtige tropische en subtropische laaglandbossen.

## Beschermingsstatus
Door de internationale natuurbeschermingsorganisatie IUCN is de beschermingsstatus 'bedreigd' toegewezen (Endangered of EN).